# Eunica orphise
Eunica orphise är en fjärilsart som beskrevs av Pieter Cramer 1776. Eunica orphise ingår i släktet Eunica och familjen praktfjärilar. Inga underarter finns listade i Catalogue of Life.

## Bildgalleri

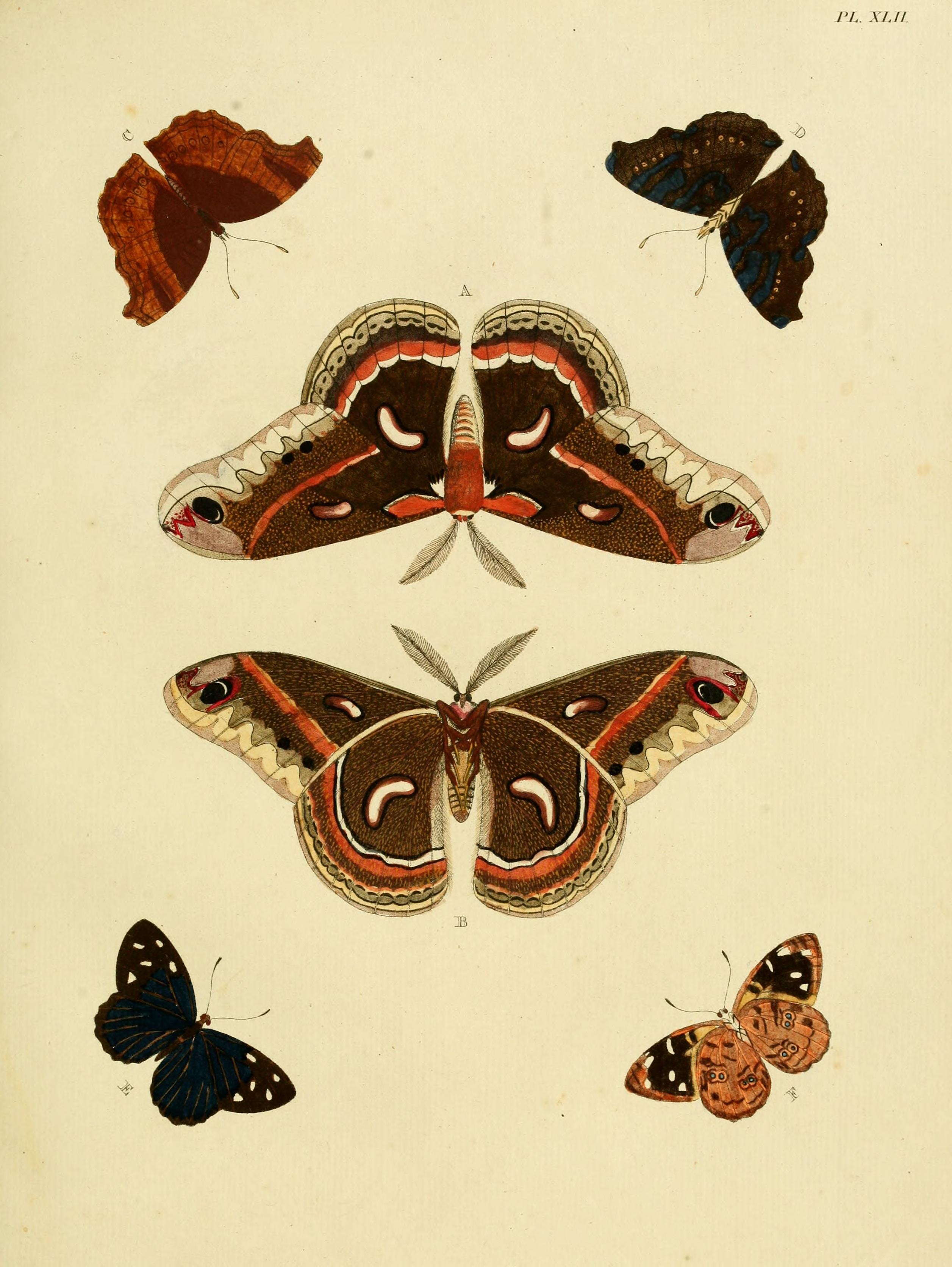
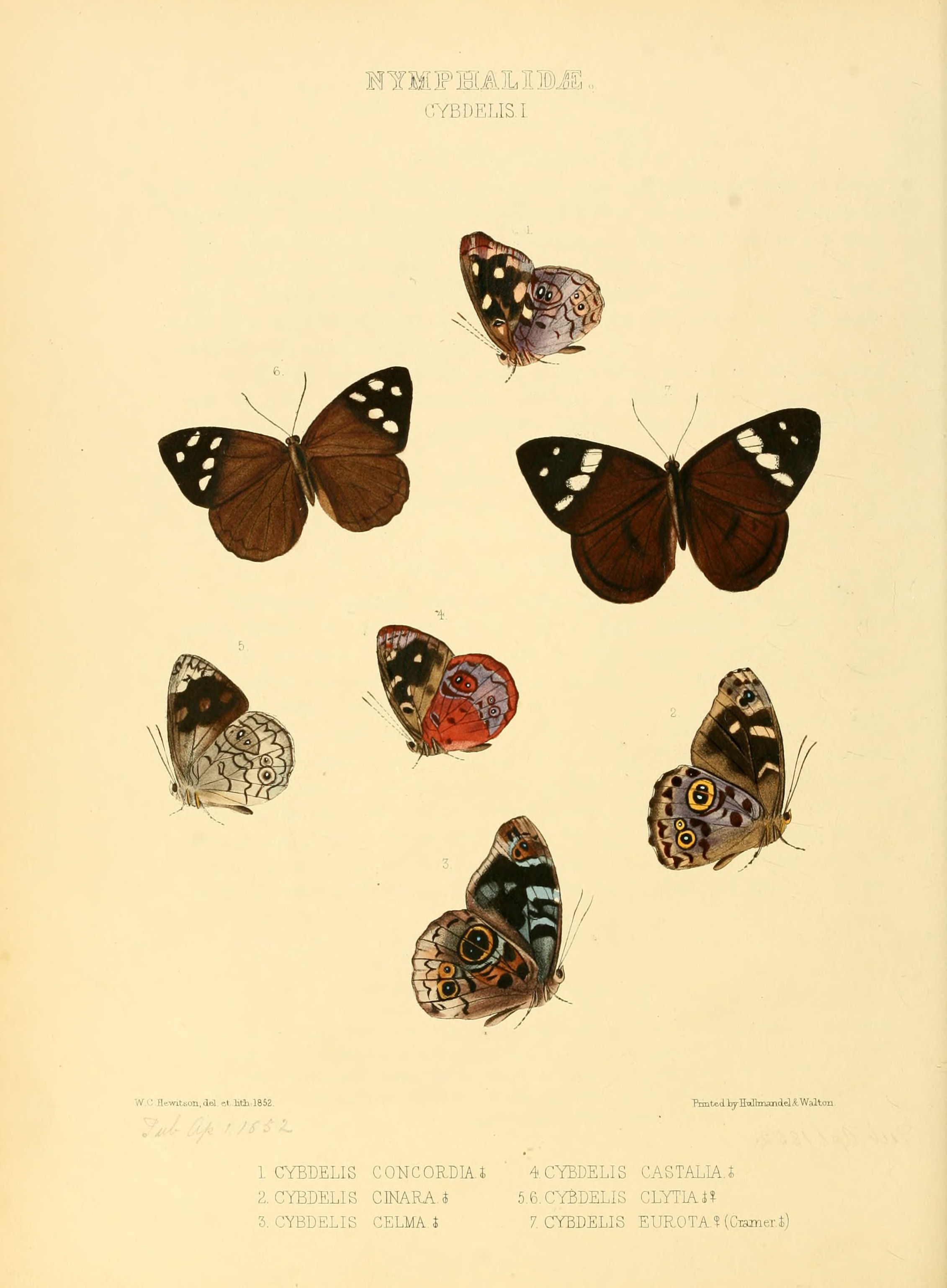